# Rolf Hoppe
Rolf Hoppe, född 6 december 1930 i Ellrich, död 14 november 2018 i Dresden, var en tysk skådespelare. Han var verksam från 1950-talets slut fram till kort före sin död, och medverkade i åtskilliga av det östtyska filmbolaget DEFA:s filmer. Bland Hoppas mest kända rollprestationer kan nämnas en godhjärtad, men inte så klipsk kung i den tjeckisk-östtyska sagofilmen Askungen och de tre nötterna (Tri orísky pro Popelku) 1973, samt general Tábornagy i István Szabós filmversion av Mephisto 1981.

## Filmografi, urval
- 1965 – Karla
- 1968 – Jag var 19 år
- 1973 – Askungen och de tre nötterna (Tri orísky pro Popelku)
- 1974 – För ung för kärleken?
- 1981 – Mephisto
- 1984 – En läkares samvete
- 1992 – Den demokratiske terroristen
- 1992 – Schtonk!
- 2004 – Alles auf Zucker!
- 2012 – Wir wollten aufs Meer